# 'Abd al-'Aziz Duri
ʿAbd al-ʿAzīz al-Dūrī (in arabo ﻋﺒﺪ ﺍﻟﻌﺰﻳﺰ ﺍﻟﺪﻭﺭﻱ‎?; Baghdad, 1919 – 19 novembre 2010) è stato uno storico iracheno.
Accademico arabo iracheno, A. A. Duri ha operato nell'Università di Baghdad e nell'Università di Londra, insegnando Storia nell'Higher Teachers' College e nella Facoltà di Lettere (Faculty of Arts).
Tornato in Iraq, divenne dapprima Preside della Facoltà di Lettere e poi Rettore dell'Ateneo, finendo la sua carriera di cattedratico di Storia nell'Università della Giordania ad Amman.
Si è interessato di storia economica dell'Islam classico e di storiografia arabo-islamica, di nazionalismo arabo e di socialismo arabo, nonché del fenomeno letterario della shuʿūbiyya.